# Pemphredon lugens
Pemphredon lugens är en stekelart som beskrevs av Anders Gustav Dahlbom 1842. Pemphredon lugens ingår i släktet Pemphredon, och familjen Crabronidae. Arten är reproducerande i Sverige.